# Cross Lake, Temagami
Cross Lake är en sjö i Kanada.   Den ligger i Nipissing District och provinsen Ontario, i den sydöstra delen av landet, 400 km väster om huvudstaden Ottawa. Cross Lake ligger 291 meter över havet. Arean är 12,2 kvadratkilometer. Den sträcker sig 12,0 kilometer i nord-sydlig riktning, och 5,2 kilometer i öst-västlig riktning.
I omgivningarna runt Cross Lake växer i huvudsak blandskog. Trakten runt Cross Lake är nära nog obefolkad, med mindre än två invånare per kvadratkilometer.